# Barbara Alberti
Barbara Alberti, född 17 mars 1943, är en italiensk författare.
Alberti har skrivit filmmanus och dramer, men har främst gjort sig känd genom sina erotiskt utmanande romaner, varibland märks Delirio (1978) och Donna di piacere (1980), där hon utifrån en feministisk utgångspunkt attackerar dubbelmoral och bigotteri. I romanen Vangelo secondo Maria behandlar hon Nya Testamentet utifrån ett feministiskt perspektiv.